# Гей-литература

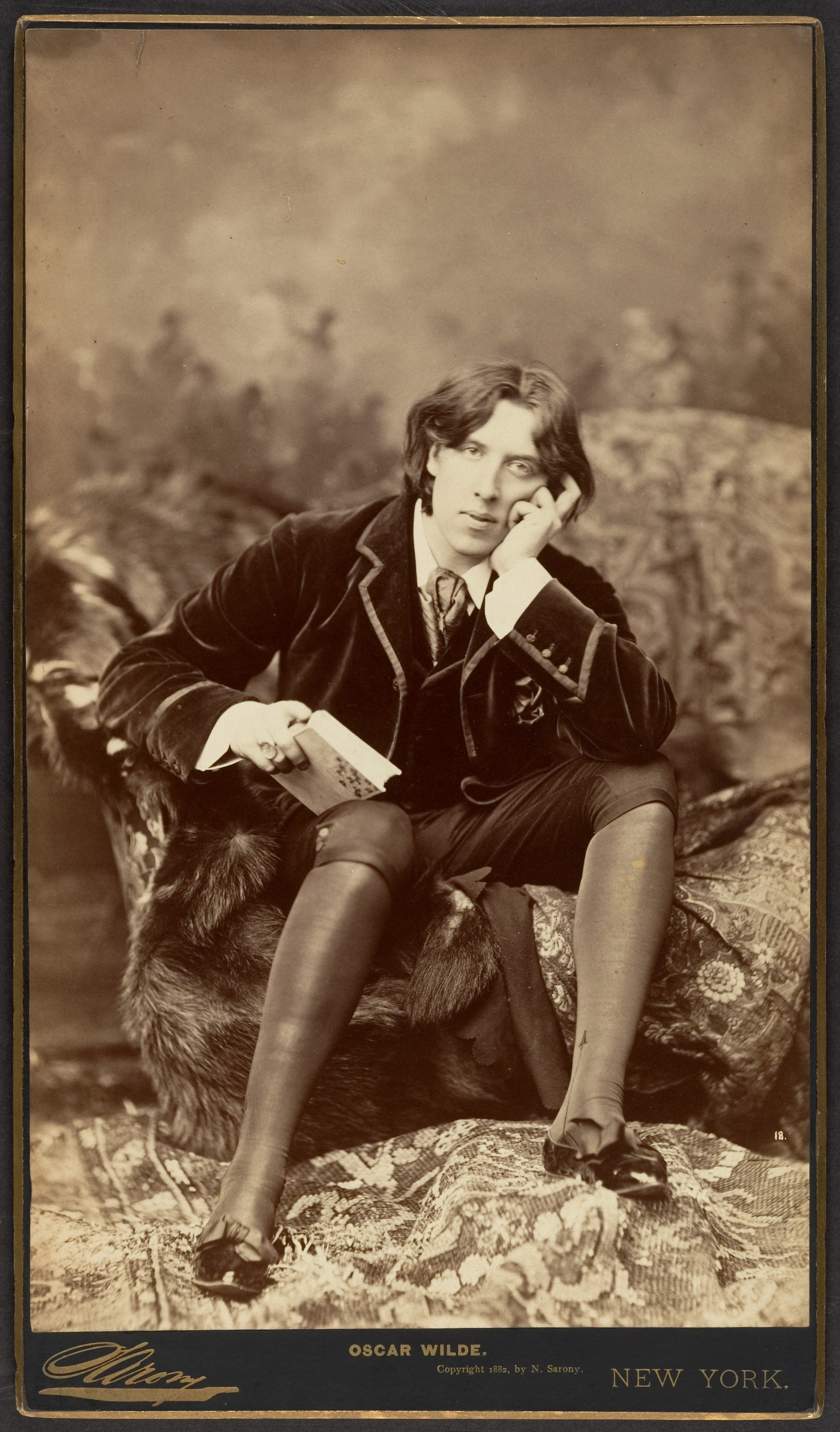
Оскар Уайльд, писатель-бисексуал XIX века, который давал намёки на гомосексуальность в таких произведениях, как «Портрет Дориана Грея». Уайльд был заключен в тюрьму за гомосексуальные отношения в 1895 году.

Гей-литература — собирательный термин для обозначения литературы, созданной ЛГБТ-сообществом или для него, в которой присутствуют персонажи, сюжетные линии или темы, затрагивающие мужское гомосексуальное поведение.
В настоящее время этот термин чаще всего используется для мужской гей-литературы, а про женщин существует отдельный жанр лесбийской литературы. Исторически термин «гей-литература» иногда использовался для обозначения как мужской, так и женской гомосексуальной литературы.

## Общий обзор и история
Поскольку общественное принятие гомосексуальности в разных культурах мира на протяжении истории было разным, литература ЛГБТ охватывает огромное количество тем и концепций. Представители ЛГБТ часто обращались к литературе, как к источнику подтверждения, понимания и романтизации однополого влечения. В контекстах, где гомосексуальность воспринималась негативно, литература ЛГБТ может также документировать психологические стрессы и отчуждение, испытываемые теми, кто сталкивается с предрассудками, юридической дискриминацией, СПИДом, ненавистью к себе, издевательствами, насилием, религиозным осуждением, отрицанием, самоубийством, преследованием и другими подобными препятствиями.
Темы любви между людьми одного пола встречаются во множестве древних текстов по всему миру. Древние греки, в частности, исследовали эту тему на самых разных уровнях в таких произведениях, как «Пир» Платона.

### Античная мифология

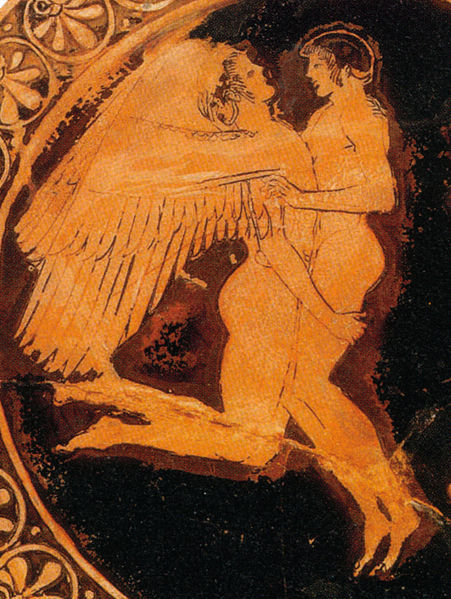
Зефир и Гиацинт: греческие мифы часто характеризуются гомосексуальностью и являются источником многих современных спекулятивных произведений. Мифические фигуры продолжают появляться в фантастических историях.

Многие мифы и религиозные повествования содержат истории о романтической привязанности или сексуальности между мужчинами или рассказывают о божественных действиях, которые приводят к изменению пола. Эти мифы были интерпретированы как формы выражения ЛГБТ, и к ним были применены современные концепции сексуальности и гендера. Мифы использовались отдельными культурами, в частности, для объяснения и утверждения их конкретных социальных институтов или для объяснения причин трансгендерной идентичности или гомосексуальности.
В классической мифологии любовники-мужчины приписывались древнегреческим богам и героям, таким как Зевс, Аполлон, Посейдон и Геракл (включая Ганимеда, Гиацинта и Гиласа, соответственно), как отражение и подтверждение традиции педерастии.

### Ранние произведения
Хотя Гомер явно не изображал героев Ахилла и Патрокла, как любовников-гомосексуалов в своем эпосе 8 века до н. э. о Троянской войне «Илиада», более поздние античные авторы представляли эти отношения именно так. В утраченной трагедии 5 века до н. э. «Мирмидоняне» Эсхил изображает Ахилла и Патрокла возлюбленными-педерастами. В сохранившемся фрагменте пьесы Ахилл говорит о «наших частых поцелуях» и «благочестивом союзе бедер».Платон поступает также в своем «Пире» (385—370 гг. до н. э.): собеседник Платона Федр цитирует Эсхила и приводит Ахилла в качестве примера того, как люди станут более храбрыми и даже пожертвуют собой ради своих возлюбленных. В речи «Против Тимарха» Эсхин утверждает, что хоть Гомер и «умалчивает, однако, об их любви и не называет своим именем их дружбу», автор предполагал, что образованные читатели поймут "исключительный характер их взаимной привязанности ". «Пир» также включает миф о творении, который объясняет гомосексуальность и гетеросексуальность (речь Аристофана) и прославляет педерастическую традицию и эротическую любовь между мужчинами (речь Павсания), как и другой диалог Платона, «Федр».
Традиция педерастии в Древней Греции (еще в 650 г. до н. э.), а затем принятие ограниченной гомосексуальности в Древнем Риме привнесли в древнюю поэзию осознание влечения мужчин к мужчинам и секса. Во II эклоге «Буколик» Вергилия (1 в. до н. э.) пастух Коридон заявляет о своей любви к мальчику Алексису. Часть эротической поэзии Катулла того же века адресована другим мужчинам (стихотворения 48, 50 и 99), и в свадебной песни (стихотворение 61) он изображает наложника-мужчину, которого скоро вытеснит будущая жена его хозяина. Первая строка его печально известной инвективы «Стихотворение 16», которая была названа «одним из самых грязных выражений, когда-либо написанных на латыни — или на любом другом языке, если уж на то пошло», — содержит откровенные гомосексуальные половые сцены.
«Сатирикон» Петрония — латинское художественное произведение, в котором подробно описываются злоключения Энколпия и его возлюбленного, красивого и распутного шестнадцатилетнего слуги по имени Гитон. Написанный в I веке нашей эры во время правления Нерона, это самый ранний известный текст такого рода, изображающий гомосексуальность.
В знаменитом японском произведении «Повесть о Гэндзи», написанном Мурасаки Сикибу в начале 11 века, главный герой Хикару Гэндзи отвергнут госпожой Уцусэми в главе 2 и вместо этого спит с её младшим братом: «Тогда хоть ты не покидай меня… Право, это дитя куда милее своей жестокосердной сестрицы…».
Роман «L’Alcibiade fanciullo a scola» Антонио Рокко, анонимно опубликованный в 1652 году, представляет собой итальянский диалог, написанный в защиту гомосексуальной содомии. Это первая явная работа, написанная с древних времен, и её предполагаемая цель как «карнавальная сатира», защита педерастии или произведение порнографии неизвестна и обсуждается.
В нескольких средневековых европейских произведений содержатся отсылки на гомосексуальность, например, в «Декамероне» Джованни Боккаччо или «Ланвале», лэ Мари де Франс, в котором рыцарь Ланваль обвиняется Гвиневрой в том, что ему «дамы не интересны, а к рыцарям-то влечет».

### XVIII и XIX века
Эпоха, известная как эпоха Просвещения (1650—1780-е годы), отчасти породила общий вызов традиционным доктринам общества в Западной Европе. Особый интерес к классической эпохе Греции и Рима «как к образцу современной жизни» привнес в искусство и литературу греческое понимание наготы, мужской формы и мужской дружбы (и неизбежный гомоэротический подтекст). В то время среди авторов-геев было обычным делом включать аллюзии на греческих мифологических персонажей в качестве шифра, который поняли бы читатели-гомосексуалы. Геи того периода «обычно понимали, что Древняя Греция и Рим были обществами, в которых гомосексуальные отношения допускались и даже поощрялись», и ссылки на эти культуры могут указывать на симпатию автора или книги к читателям-геям и гей-темам, но, вероятно, не будут замечены обычными читателями. Несмотря на «возросшую видимость квир-поведения» и процветающие сети мужской проституции в таких городах, как Париж и Лондон, гомосексуальная активность была объявлена вне закона в Англии (и, соответственно, в Соединенных Штатах) ещё с принятием Закона о содомии 1533 года. В большей части Европы 1700-х и 1800-х годов юридическим наказанием за «содомию» была смерть, что делало опасным публикацию или распространение чего-либо с откровенной гомосексуальной тематикой. Джеймс Дженкинс из «Valancourt Books» отметил:
Такие зашифрованные, подтекстовые способы писать о гомосексуальности часто были необходимы, поскольку вплоть до 1950-х годов британские авторы могли быть привлечены к ответственности за открытые произведения о гомосексуальности, и в США авторам и издателям также грозило судебное преследование и запрет на их книги, не говоря уже о социальном или моральном осуждении, которое могло положить конец карьере автора.Джеймс Дженкинс
Многие авторы ранней готической литературы, такие как Мэтью Льюис, Уильям Томас Бекфорд и Фрэнсис Лэтом, были гомосексуалами и сублимировали эти темы, выражая их в более приемлемых формах, используя трансгрессивные жанры, такие как готика и ужасы. Главный герой романа «Монах» (1796) Льюиса влюбляется в юного послушника Розарио, и хотя Розарио впоследствии оказывается женщиной по имени Матильда, гомосексуальный подтекст очевиден. Похожая ситуация происходит в «The Fatal Revenge» (1807) Чарлза Метьюрина, когда камердинер Киприан просит своего господина Ипполито поцеловать его так, как если бы он был любовницей Ипполито; позже выясняется, что Киприан тоже девушка. В «Мельмоте Скитальце» (1820) Метьюрина тесная дружба между молодым монахом и новичком рассматривается, как «слишком похожая на любовь». В романе Стокера Дракула есть гомоэротические аспекты, например, когда граф Дракула предостерегает женщин-вампиров и претендует на Джонатана Харкера, говоря: «Этот человек принадлежит мне!»[неоднозначно].
A Year in Arcadia: Kyllenion (1805) авторства Августа, герцога Саксен-Гота-Альтенбургского, является «самым ранним из известных романов, в центре которого явно выраженная любовная связь между мужчинами». В немецком романе, действие которого происходит в Древней Греции, рассказывается о нескольких парах, в том числе гомосексуальной, которые влюбляются, преодолевают препятствия и живут долго и счастливо. Романтическое движение, набирающее силу в конце 18 века, позволило мужчинам «выражать глубокую привязанность друг к другу», и мотив Древней Греции как «утопии мужской любви» был приемлемым средством для отражения этого, но некоторые современники герцога Августа считали, что его герои «переступили границы между мужской привязанностью и неприличным эротизмом».
Первым американским гей-романом был «Joseph and His Friend: A Story of Pennsylvania» (1870) Бейярда Тейлора, история о недавно помолвленном молодом человеке, который вместо этого влюбляется в другого мужчину. Роберт К. Мартин назвал его «совершенно явным в принятии политической позиции по отношению к гомосексуальности» и отметил, что герой Филип «отстаивает „права“ тех, „кто не может сформировать себя в соответствии с общепринятым образцом общества“». Пьеса Генри Блейка Фуллера 1898 года «At St. Judas’s» и роман 1919 года «Bertram Cope’s Year», отмечены как одни из первых опубликованных американских литературных произведений на тему гомосексуальных отношений.
Новая «атмосфера откровенности», созданная Просвещением, вызвала производство порнографии, такой как скандального романа «Фанни Хилл. Мемуары женщины для утех» Джона Клеланда (1749), в котором представлена с некоторым осуждением сцена мужского гомосексуального секса. Опубликованные анонимно столетие спустя «The Sins of the Cities of the Plain» (1881) и «Телени, или Оборотная сторона медали» (1893) являются двумя из самых ранних произведений англоязычной порнографии, явно и почти исключительно касающимися гомосексуальности. Действие романа «The Sins of the Cities of the Plain» о мужчине-проституте разворачивается в Лондоне примерно во время скандала на Кливленд-стрит и судебных процессов над Оскаром Уайльдом. Телени, повествующий о страстном романе между французом и венгерским пианистом, часто приписывают совместной работе Уайльда и некоторых его современников. Более популярное произведение Уайльда «Портрет Дориана Грея» (1890) все ещё шокирует читателей своей чувственностью и откровенно гомосексуальными персонажами. Дрю Бэнкс назвал Дориана Грея новаторским персонажем-геем, потому что он был «одним из первых в длинном списке гедонистов, чьи гомосексуальные наклонности уготовили ужасную судьбу». Французский реалист Эмиль Золя в романе «Нана» (1880) изобразил, наряду с разнообразными гетеросексуальными парами и некоторыми лесбийскими сценами, одного гомосексуального персонажа, Лабордетта. Парижское театральное общество и полусвет давно привыкли к его присутствию и роли посредника; он знает всех женщин, сопровождает их и выполняет их поручения. Он «паразит, даже с примесью сутенера», но в то же время более симпатичная фигура, чем большинство мужчин, такой же моральный трус, как и они, но физически храбрый и не стереотипный.
Тематика гомосексуализма также присутствует в творчестве Л. Н. Толстого, начиная от самых ранних его произведений и заканчивая поздней публицистикой; в частности часто цитируются его дневниковые записи (1851): «Я никогда не был влюблен в женщин. Одно сильное чувство, похожее на любовь, я испытал только, когда мне было 13 или 14 лет; но мне [не] хочется верить, чтобы это была любовь; потому что предмет была толстая горничная (правда, очень хорошенькое личико)… В мужчин я очень часто влюблялся, 1 любовью были два Пушкина, потом 2-й — Сабуров, потом 3-й — Зыбин и Дьяков, 4 — Оболенский, Блосфельд, Иславин, ещё Готье и многие другие… нет в дневниках такого, в них автор прямо прописывает, что под любовью подразумевает "Для меня главный признак любви есть страх оскорбить или не понравиться любимому предмету, просто страх."… Все люди, которых я любил, чувствовали это, и я замечал, им тяжело было смотреть на меня…» Чаще других упоминается юношеское влечение писателя к Готье
(Владимиру) Иславину, ставшему прототипом Володи в «Детстве» (1852). Известна сцена из «Детства» (XIX глава), где описывается любовь главного героя к старшему сыну Ивиных, Сереже. Позже гомосексуальные темы проявятся и в других произведениях автора: в Анне Карениной (отношения двух офицеров в IX главе), Войне и мире (влечение Николая Ростова к государю Александру I).
На гомосексуализм Льва Толстого и его отвращение к женскому полу намекает и Джордж Оруэлл в одной из своих статей, считая, что из-за своей наклонности Толстой в поздних работах проповедовал воздержание; писателя Оруэлл сравнил с Джонатаном Свифтом, также испытывающим отвращение к сексу, так как последний, по мнению Оруэлла, являлся импотентом.

### XX век
К 20 веку обсуждение гомосексуальности стало более открытым, и понимание её обществом изменилось. Ряд романов с явно выраженными гомосексуальными темами и персонажами стали появляться в области мейнстрима или художественной литературы.
В полуавтобиографическом романе лауреата Нобелевской премии Андре Жида «Имморалист» (1902) молодой человек вновь пробуждается от влечения к группе молодых арабских мальчиков . Хотя «Joseph and His Friend: A Story of Pennsylvania» Бейярда Тейлора был первым американским гомосексуальным романом, «Imre: A Memorandum» Эдварда Прайм-Стивенсона (1906) был первым, в котором гомосексуальная пара была счастлива и едина в конце. Первоначально опубликованный в частном порядке под псевдонимом «Ксавье Мейн», он рассказывает историю британского аристократа и венгерского солдата, чья новая дружба превращается в любовь. В повести Томаса Манна «Смерть в Венеции», написанном в 1912 году, главный герой, стареющий писатель, влюбляется в молодого польского парня. Роман Марселя Пруста «В поисках утраченного времени» и роман Андре Жида «Фальшивомонетчики» также раскрывают гомосексуальные темы.
Британский писатель Э. М. Форстер заслужил известность как романист, скрывая свою гомосексуальность от широкой британской общественности. В 1913—1914 годах он в частном порядке написал роман воспитания «Морис», в котором молодой человек из верхушки среднего класса раскрывает свою гомосексуальность за самопознанием своего влечения к другим мужчинам, двумя отношениями и взаимодействием с часто непонимающим или враждебным обществом. Книга примечательна своим утверждающим тоном и счастливым концом. «Счастливый конец», — писал Форстер, — «являлся непременным условием, иначе бы я не взялся писать вообще. Я придерживался того мнения, что хотя бы в художественной прозе двое мужчин должны влюбиться друг в друга и сохранить свою любовь на веки вечные… Счастье — основная тональность всей вещи…». Книга была опубликована только в 1971 году, уже после смерти Форстера. Уильям Дж. Манн сказал о романе: «[Алек Скаддер из Мориса был] освежающе непримиримым молодым геем, который не был изнеженным аристократом Оскара Уайльда, а скорее обычным парнем из рабочего класса, мужественным, обычным парнем… пример того, как рабочий класс учит привилегированный класс честности и подлинности — сейчас это немного стереотипно, но тогда было совершенно необычно».
«Strange Brother» Блэр Найлс (1931) о платонических отношениях между гетеросексуальной женщиной и геем в Нью-Йорке в конце 1920-х — начале 1930-х годов представляет собой раннее объективное исследование гомосексуальных проблем во времена Гарлемского возрождения. Хотя роман хвалили за журналистский подход, сочувствующий характер и поощрение терпимости и сострадания, он был причислен к группе ранних гей-романов, которые «отлиты в форме трагической мелодрамы» и, по словам редактора и автора Энтони Слайда, иллюстрирует «основное предположение о том, что гомосексуальные персонажи в литературе должны прийти к трагическому концу». «Smoke, Lilies, and Jade» писателя-гея и художника Ричарда Брюса Ньюджента, опубликованный в 1926 году, стал первым рассказом афроамериканского писателя, открыто заявившего о своей гомосексуальности. Написанный в модернистском стиле потока сознания, его предметом были бисексуальность и межрасовое мужское желание.
Роман Формана Брауна «Better Angel» 1933 года, опубликованный под псевдонимом Ричард Микер, является ранним романом, который описывает образ жизни геев, не осуждая его. Кристофер Кэри назвал его «первым гомосексуальным романом с по-настоящему счастливым концом». Слайдом были названы только четыре известных гей-романа первой половины XX века на английском языке: «Nightwood» Джуны Барнс (1936), «Отражения в золотом глазу» Карсон Маккаллерс (1941), «Другие голоса, другие комнаты» Трумэна Капоте (1948) и «Город и столп» Гора Видала (1948).
История молодого человека переходного возраста, раскрывающего свою гомосексуальность, «Город и столп» (1946), признан первым романом после Второй мировой войны, в котором открытый гей и уравновешенный главный герой не убит в конце истории за то, что бросил вызов социальным нормам. Это также один из «окончательных романов о геях, написанных под влиянием войны», одна из немногих книг того периода, непосредственно посвященных мужской гомосексуальности. «Город и столп» также называют «самым печально известным гей-романом 1940-х и 1950-х годов». Он вызвал публичный скандал, в том числе скандальную известность и критику, потому что был выпущен в то время, когда гомосексуальность обычно считалась аморальной, и потому, что это была первая книга признанного американского автора, изображающая откровенную гомосексуальность как естественное поведение. После его выпуска The New York Times отказалась публиковать рекламу романа, и Видал был занесен в черный список до такой степени, что ни одна крупная газета или журнал не рецензировали ни один из его романов в течение шести лет. Современные ученые отмечают важность романа для привлечения внимания к гей-литературе. Майкл Бронски указывает, что «книги на тему мужчин-геев привлекали больше внимания критиков, чем книги о лесбиянках» и что «такие писатели, как Гор Видал, считались важными американскими писателями, даже когда они подвергались нападкам со стороны гомофобных критиков». Ян Янг отмечает, что социальные потрясения Второй мировой войны изменили общественные мнение и мораль, и перечисляет «Город и столп» среди серии военных романов, в которых война используется как фон для откровенного гомосексуального поведения.
Среди других заметных произведений 1940-х и 1950-х годов — полуавтобиографическая «Богоматерь цветов» (1943) и Дневник вора (1949) Жана Жене, «Исповедь маски» (1949) Юкио Мисимы, "Ernesto « Умберто Саба (написан в 1953 г., опубликован посмертно в 1975 г.) и Комната Джованни (1956) Джеймса Болдуина. „The Charioteer“ Мэри Рено, британский военный роман 1953 года о гомосексуальных мужчинах в армии и вне её, быстро стал бестселлером в гей-сообществе. Исторические романы Рено „Последние капли вина“ (1956) — об афинской педерастии в Древней Греции — и „Персидский мальчик“ (1972) — об Александре Македонском и его любовнике-рабе Багое — последовали его примеру. A Room in Chelsea Square (1958) британского писателя Майкла Нельсона, о богатом джентльмене, который заманивает привлекательного молодого человека в Лондон обещанием образа жизни высшего общества, изначально был опубликован анонимно как из-за его откровенного содержания геев в то время, когда гомосексуальность все ещё была незаконна, так и потому, что его персонажи были „слегка завуалированными“ изображениями выдающихся лондонских литературных деятелей».
Ключевым элементом бестселлера 1959 года Аллена Друри, получившего Пулитцеровскую премию, политического романа «Advise and Consent» является шантаж молодого американского сенатора Бригама Андерсона, который скрывает тайное гомосексуальное свидание во время войны. В 2009 году Скотт Саймон из The Wall Street Journal написал о Друри, что «консервативный вашингтонский писатель был более прогрессивным, чем голливудские либералы», отметив, что персонаж Андерсона «откровен и беззастенчив» в своей связи, и даже назвал его «самым привлекательным персонажем Друри». Фрэнк Рич написал в 2005 году:
Для государственного чиновника быть идентифицированным в качестве гея в Вашингтоне 50-60-х годов означало не только карьерное самоубийство, но и потенциальное фактическое самоубийство. И все же Друри, убежденный антикоммунистический консерватор своего времени, считал этого персонажа симпатичным, а не злодеем. Гомосексуальный роман сенатора, писал он, был "чисто личным и никому не причинил вреда".
Позже Друри писал о безответной любви одного астронавта-мужчины к другому в романе 1971 года «The Throne of Saturn» и в рассказе из двух частей о попытке древнеегипетского фараона Эхнатона изменить египетскую религию — «A God Against the Gods» (1976) и «Return to Thebes» (1977) — роман Эхнатона с его братом Сменхкарой способствует его падению. Оценивая объём работы Друри в 1999 году, Эрик Тарлофф предположил в The New York Times, что «гомосексуальность, по-видимому, является единственным статусом меньшинства, к которому Друри, похоже, склонен относиться с большим сочувствием».
«Комнате Джованни» Джеймса Болдуина наследовал роман «Другая страна» (1962), «противоречивый бестселлер», который «явно сочетает в себе расовые и сексуальные протесты… построенные вокруг жизни восьми персонажей, отличающихся расовым, региональным, социально-экономическим и сексуальным разнообразием». «City of Night» (1963) и Numbers (1967) Джона Речи — это графические истории о мужской проституции; «City of Night» был назван «знаменательным романом», который «ознаменовал радикальный отход от всех других романов в своем роде и дал голос субкультуре, которая никогда раньше не раскрывалась с такой остротой». Клод Дж. Саммерс писал об «Одиноком мужчине» Кристофера Ишервуда (1964):
"Одинокий мужчина" более полно раскрывает контекст угнетения геев, чем ранние романы [Ишервуда]... Изображать гомосексуалов просто как еще одно племя в нации, состоящей из множества разных племен, означает одновременно смягчать стигматизацию, связанную с гомосексуальностью, и поощрять солидарность среди геев. И, связывая жестокое обращение с гомосексуалами с дискриминацией, которой подвергаются другие меньшинства в Америке, Ишервуд узаконивает недовольство геев в то время, когда гомосексуалы не признавались ни подлинным меньшинством, ни ценными членами человеческого сообщества. Предвосхищая освободительные движение за права гомосексуалов, «Одинокий мужчина» представляет гомосексуальность просто как человеческую вариацию, которую следует ценить и уважать, и изображает гомосексуалов как группу, чьи недовольства должны быть удовлетворены.
В книге Джорджа Бакста A Queer Kind of Death (1966) представлен Фаро Лав, первый чернокожий гей-детектив в художественной литературе. Роман был встречен с большим одобрением, и критик The New York Times Энтони Баучер написал: «Это детектив, и он не похож ни на один другой, который вы читали. Ни один краткий обзор не может попытаться передать его качество. Я просто отмечу, что в нём речь идет о субкультуре Манхэттена, полностью лишенной этики или морали, что упомянутые читатели вполне могут счесть его „шокирующим“, что он прекрасно продуман и написан с элегантностью и остроумием… и что вы ни при каких обстоятельствах не должны пропустить его». Лав будет центральной фигурой в двух ближайших продолжениях Swing Low Sweet Harriet (1967) и Topsy and Evil (1968), а также двух более поздних романов: «A Queer Kind of Love» (1994) и «A Queer Kind of Umbrella» (1995). В своей противоречивой сатире 1968 года «Майра Брекинридж» Гор Видал исследовал изменчивость гендерных ролей и сексуальной ориентации как социальных конструкций, установленных социальными нравами, сделав одноимённую героиню транссексуалом, ведущим «войну против гендерных ролей».

Хотя роман «Радуга тяготения» Томаса Пинчона (1973) был единогласно рекомендован жюри Пулитцеровской премии за художественную книгу для получения награды в 1974 году, Пулитцеровский совет решил не присуждать награду в этом году. В 2005 году журнал Time назвал роман одним из «100 величайших романов всех времен» — списка лучших романов на английском языке с 1923 по 2005 год. В число других заметных произведений 1970-х годов входят Поцелуй женщины-паука (1976) Мануэля Пуига, «Dancer From the Dance» (1978) Эндрю Холлерана и «Tales of the City» (1978), первый том многолетней серии «Городские истории» Армистеда Мопина. 

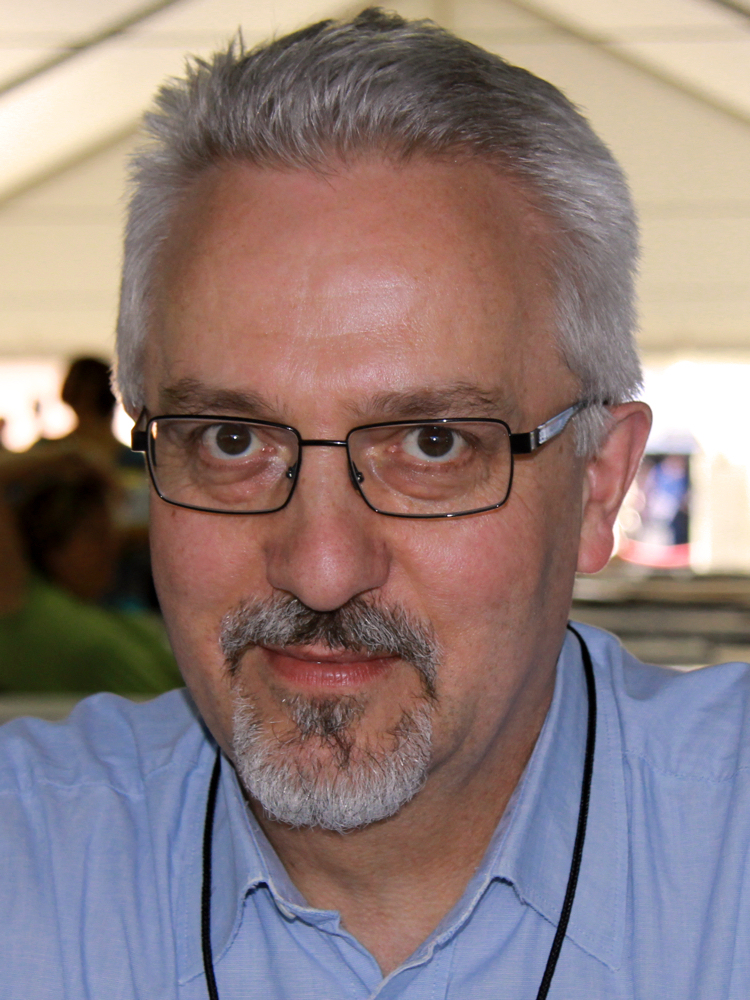
Алан Холлингхёрст получил Букеровскую премию за роман «Линия красоты», в котором молодой герой-гомосексуал путешествует по Британии 1980-х годов.

В 1980-х годах Эдмунд Уайт, который был соавтором руководства по однополому сексу 1977 года «The Joy of Gay Sex», опубликовал полуавтобиографические романы «История одного мальчика» (1982) и «Красивая комната пуста» (1988). Брет Истон Эллис также получил известность благодаря романам Меньше чем ноль (1985), «Правила секса» (1987) и «Американский психопат» (1991). Незаконченный «Дневник полковника Момора» лауреата Нобелевской премии Роже Мартена дю Гара, написанный между 1941 и 1958 годами, был опубликован посмертно в 1983 году. Он исследует гомосексуальные отношения подростков и включает вымышленный рассказ от первого лица, написанный в 1944 году, о короткой трагической встрече между молодым солдатом и учеником пекаря в сельской Франции.
Основание литературной премии «Лямбда» в 1988 году помогло повысить узнаваемость литературы ЛГБТ.

### XXI век
В 21 веке большая часть ЛГБТ-литературы достигла высокого уровня, и многие произведения получили широкое признание. Среди известных авторов Алан Холлингхёрст, Андре Асиман, Майкл Каннингем, Майкл Шейбон, Колм Тойбин, Джон Бойн и Эндрю Шон Грир. Романа Грира, открытого гея, «Лишь» получил Пулитцеровскую премию 2018 года за художественную книгу.
ЛГБТ-тематика также стала более заметной в растущем количестве высококачественной литературы для молодёжи, среди которой выделяются такие авторы, как Алекс Санчес, Стивен Чбоски, Шьям Селвадурай, Перри Мур, Адам Сильвера и Дэвид Левитан. Подростковый роман Бекки Алберталли «Саймон и программа Homo Sapiens» был адаптирован в полнометражном фильме «С любовью, Саймон» производства 20th Century Fox, первую картину крупной студии, посвященном подростковому гей-роману.

## Фантастика
Гомосексуальность в фантастической литературе означает включение гомосексуальных тем в научную фантастику, фэнтези, фантастику ужасов и родственные жанры, которые вместе составляют спекулятивную фантастику. Такие элементы могут включать в себя персонажей-лесбиянок, геев, бисексуалов или трансгендеров в качестве протагониста или главного героя либо исследование разновидностей сексуального опыта, которые отклоняются от общепринятых.
Научная фантастика и фэнтези традиционно были пуританскими жанрами, ориентированными на мужскую аудиторию, и могут быть более ограничены, чем нежанровая литература, из-за их условностей характеристик и влияния, которое эти условности оказывают на изображения сексуальности и пола. В эпоху бульварных журналов (1920-30-е годы) откровенная сексуальность любого рода была редкостью в жанрах научной фантастики и фэнтези. Затем, по словам Джоанны Расс, в более спокойный Золотой век научной фантастики (1940-50-е годы) жанр «решительно игнорировал всю тему гомосексуальности» . Некоторые писатели смогли привнести в свои работы более явную сексуальность, поскольку в 1950-х годах читатели научной фантастики и фэнтези начали стареть, однако до конца 1960-х лишь немногие изображали альтернативную сексуальность, пересматривали гендерные роли или открыто исследовали сексуальные вопросы. После расширения границ в 1960-х и 70-х годах гомосексуальность получила гораздо более широкое признание и часто включалась тем или иным образом в традиционные фантастические истории без особых комментариев. К 1980-м годам вопиющая гомофобия больше не считалась приемлемой для большинства читателей. В «Этане с Афона» (1986) Лоис Макмастер Буджолд титульный «маловероятный герой» — акушер-гей доктор Этан Уркхарт, чье опасное приключение вместе с первой женщиной, которую он когда-либо встретил, представляет собой как общество будущего, в котором гомосексуальность является нормой, так и сохраняющийся сексизм и гомофобия нашего собственного мира. Uranian Worlds: A Reader’s Guide to Alternative Sexuality in Science Fiction and Fantasy, написанный Эриком Гарбером и Лин Палео, был составлен в 1983 году и является авторитетным справочником по научно-фантастической литературе с участием геев, лесбиянок, трансгендеров и связанных с ними тем. Книга охватывает научно-фантастическую литературу, изданную до 1990 г. (2-е издание, 1990 г.), с кратким обзором и комментариями к каждому произведению.
Поскольку спекулятивная фантастика дает авторам и читателям свободу воображать общества, которые отличаются от реальных культур, эта свобода делает спекулятивную фантастику полезным средством изучения сексуальных предубеждений, заставляя читателя пересмотреть свои гетеронормативные представления. Также утверждалось, что ЛГБТ-читатели сильно идентифицируют себя с мутантами, инопланетянами и другими посторонними персонажами, встречающимися в спекулятивной фантастике.
Джеймс Дженкинс из Valancourt Books отмечает, что связь между гей-фантастикой и ужасами восходит к готическим романам 1790-х и начала 1800-х годов. Многие готические авторы, такие как Мэтью Льюис, Уильям Томас Бекфорд и Фрэнсис Лэтом, были гомосексуалами, и, по словам Дженкинса, «традиционное объяснение связи геев и ужасов заключается в том, что в те времена им было невозможно открыто писать на гомосексуальные темы» (или даже, возможно, выразить их, поскольку таких слов, как «гей» и «гомосексуал», не существовало), поэтому они сублимировали их и выражали в более приемлемых формах, используя такой трансгрессивный жанр, как фантастика ужасов".
Джеймс Р. Келлер пишет, что особенно «читатели-гомосексуалы быстро отождествляют себя с представлением вампира». В своей статье «Дети ночи» Ричард Дайер обсуждает повторяющиеся гомоэротические мотивы вампирской фантастики, в первую очередь «необходимость секретности, постоянство запретной страсти и страх разоблачения». Гомосексуальный подтекст знаменитой серии «Вампирские хроники» Энн Райс хорошо документирован, и её публикация укрепила «широко признанную параллель между гомосексуалами и вампирами».

## Комиксы
ЛГБТ-тематика в комиксах — это относительно новая концепция, поскольку темы и персонажи ЛГБТ исторически намеренно исключались из содержания комиксов из-за цензуры или представления о том, что комиксы предназначены для детей. Поскольку любые упоминания о гомосексуальности в основных комиксах США были запрещены Управлением по комиксам до 1989 года, ранние попытки исследовать эти вопросы в США принимали форму тонких намеков или подтекста относительно сексуальной ориентации персонажа. ЛГБТ-темы затрагивались и ранее в подпольных комиксах, начиная с начала 1970-х годов. Независимо издаваемые единичные комиксы и серии, часто создаваемые геями и имеющие автобиографические сюжеты, затрагивали политические вопросы, представляющие интерес для ЛГБТ-читателей.
С 1990-х годов ЛГБТ-тематика стала более распространенной в мейнстримных комиксах США, в том числе в ряде изданий, где главным героем является гомосексуалом. Европейские комиксы стали более доступными раньше. Отсутствие цензуры и большее признание комиксов как средства развлечения для взрослых привело к меньшему количеству споров о представлении ЛГБТ-персонажей. Популярная японская традиция манга включает в себя жанры комиксов, в которых представлены гомосексуальные отношения, начиная с 1970-х годов, в форме яой и юри. Эти произведения часто чрезвычайно романтичны и включают характерных персонажей.

## Детская литература

### Гей-тематика
По сравнению с подростковой художественной литературой для геев и лесбиянок, продажа книг на гей-тематику для детей младшего возраста и доступность этих книг в общественных и школьных библиотеках остаются сложным дискуссионным вопросом.
В 2018 году издательство Little Bee Books в партнерстве с группой по защите прав СМИ ГЛААД выпустило серию книг, предлагающих позитивное представление ЛГБТ в детской литературе. Партнерство началось с книги «Принц и рыцарь», написанной Дэниелом Хааком и проиллюстрированной Стиви Льюис, которая была включена в список «Rainbow book» Американской библиотечной ассоциации и названа лучшей книгой года по версии Kirkus Reviews, Amazon и Chicago Tribune. В рамках партнерства были выпущены книги, в которых также представлены лесбиянки, трансгендеры и гендерно неконформные личности.

## Награды
- Dayne Ogilvie Prize
- Ferro-Grumley Award
- Lambda Literary Award
- Stonewall Book Award